# 4167 Riemann
4167 Riemann (1978 TQ7) là một tiểu hành tinh vành đai chính được phát hiện ngày 2 tháng 10 năm 1978 bởi L. V. Zhuravleva ở Nauchnyj.